# May Wright Sewall
May Wright Sewall (Greenfield, Wisconsin, 27 mei 1844 – Indianapolis, 22 juli 1920) was een Amerikaans feminist die zich, onder andere als president van de Amerikaanse Vrouwenraad en de Internationale Vrouwenraad, inzette voor het vrouwenkiesrecht en de verbetering van de maatschappelijke positie van de vrouw.

## Jonge jaren
Mary Eliza (May) Wright werd op 27 mei 1844 geboren te Greenfield, Wisconsin. Ze was het vierde en jongste kind van Mary Weeks (Bracket) en Philander Montague Wright. Haar vader was een voorstander van gelijk onderwijs voor jongens en meisjes. Zodoende volgde May een universitaire opleiding aan Northwestern Female College te Evanston, Illinois. In 1871 behaalde ze haar masterdiploma. Een jaar later trouwde ze met Edwin W. Thompson. Na diens dood in 1875 hertrouwde ze in 1880 met Theodore Lovett Sewall. Beide echtgenoten waren, net als May, onderwijzer.

## Loopbaan
May Wright Sewall was vanaf 1863 werkzaam als onderwijzer. Na haar studie hervatte ze deze werkzaamheden achtereenvolgens in Wisconsin, Michigan en, uiteindelijk, Indianapolis. Aldaar richtte ze samen met Theodore Lovett Sewall in 1881 een meisjesschool op. Deze progressieve school, waar Wright Sewall als onderwijzeres en directrice werkzaam was, was bedoeld om meisjes voor te bereiden op een universitaire opleiding. Na de dood van haar man leidde May de school lange tijd alleen. Ze bleef directeur tot haar pensioen in 1907.
Naast haar werkzaamheden als onderwijzeres was Wright Sewall ook actief als journalist. Ze was tevens betrokken bij de oprichting van verschillende maatschappelijke en culturele organisaties in Indianapolis, waaronder een vrouwenclub en een vereniging voor de kunsten.

## Vrouwenbeweging
May Wright Sewall was vanaf 1878, toen ze bijdroeg aan de oprichting van de Indianapolis Equal Suffrage Society, actief betrokken bij de vrouwenbeweging. Nadat pogingen om het vrouwenkiesrecht in Indiana geïmplementeerd te krijgen waren mislukt, raakte Wright Sewall op nationaal niveau betrokken bij de vrouwenbeweging. Ze was in verschillende capaciteiten bij de National Woman Suffrage Association, later de National American Woman Suffrage Association, betrokken. In 1888 droeg ze, tijdens een congres waar de Seneca Falls Conventie werd gememoreerd, bij aan de oprichting van de Internationale Vrouwenraad.

### Internationale Vrouwenraad
May Wright Sewall fungeerde als de eerste, onofficiële, president van de International Council of Women (ICW), ofwel, de Internationale Vrouwenraad. Zo organiseerde ze in 1893 een weeklang ICW congres in conjunctie met de World's Columbian Exposition in Chicago. Ook reisde ze eind jaren 1880 en begin jaren 1890 meerdere malen naar Europa om de oprichting van nationale vrouwenraden, die zich bij de ICW konden aansluiten, te bepleiten. Zelf was ze in verschillende capaciteiten, waaronder als president, betrokken bij de Amerikaanse Vrouwenraad. Ze was achtereenvolgens vicepresident (1894-1899) en president (1899-1904) van de ICW en was het brein achter het Council Idee wat inhield dat de ICW zo veel mogelijk vrouwen internationaal verenigde via de nationale raden.
Sewall benadrukte het belang van aandacht voor vrouwenarbeid, in brede zin, om de maatschappelijke bijdragen van vrouwen voor het voetlicht te brengen. Zodoende was ze in 1898 ook aanwezig bij de Nationale Tentoonstelling van Vrouwenarbeid te Den Haag. Aldaar hield ze een lezing waarin ze de Nederlandse vrouwen stimuleerde om een vrouwenraad op te richten die er datzelfde jaar ook kwam in de vorm van de, nog steeds actieve, Nationale Vrouwenraad (inmiddels de Nederlandse Vrouwen Raad).

## Pacifisme
Naast haar voortdurende betrokkenheid bij de vrouwenbeweging, raakte Sewall begin 20e eeuw ook betrokken bij de vredesbeweging. Sewall zorgde ervoor dat vrede pontificaal op de agenda’s van de ICW en de Amerikaanse vrouwenraad werd gezet. Ze was spreker bij verschillende vredescongressen. Tijdens de Eerste Wereldoorlog was Sewall een van de delegaten die op Henry Fords Vredesschip naar Europa voer. Dit was een initiatief van de Hongaarse feminist en pacifist Rosika Schwimmer waarmee gestreefd werd naar het bewerkstelligen van neutrale bemiddeling. Na deze expeditie trok Sewall zich grotendeels terug uit het openbaar leven.

## Nalatenschap
Sewall Stierf op 22 juli 1920 te Indianapolis. Ze is 76 jaar geworden. Dat de ICW tot op de dag van vandaag actief is is volgens historica Karen Offen grotendeels te danken aan Sewalls visie en werkzaamheden tijdens de beginjaren van de raad. Tegenwoordig wordt Sewall vooral geassocieerd met haar boek over spiritualiteit Neither Death Nor Sleeping (1920).